# Niihau
Niihau, becenevén „A tiltott sziget” (angolul: The Forbidden Island) az Amerikai Egyesült Államokhoz tartozó Hawaii állam egyik szigete; a nyolc nagyobb sziget közül a legészakibb. Az egyik legrégibb lakott sziget, amely a huszonkilenc kilométerre nyugatra fekvő Kauai születése után keletkezett. Területe mindössze 181 négyzetkilométer, legmagasabb pontja a 390 méter magas Pani’au. Területének zöme száraz, szinte sivatagos, eső alig esik. A két szomszédos sziget, a Lehua és a Ka’ula korábban lakott volt, mára azonban csak madarak élnek szikláin (előbbi madárrezervátummá lett nyilvánítva).

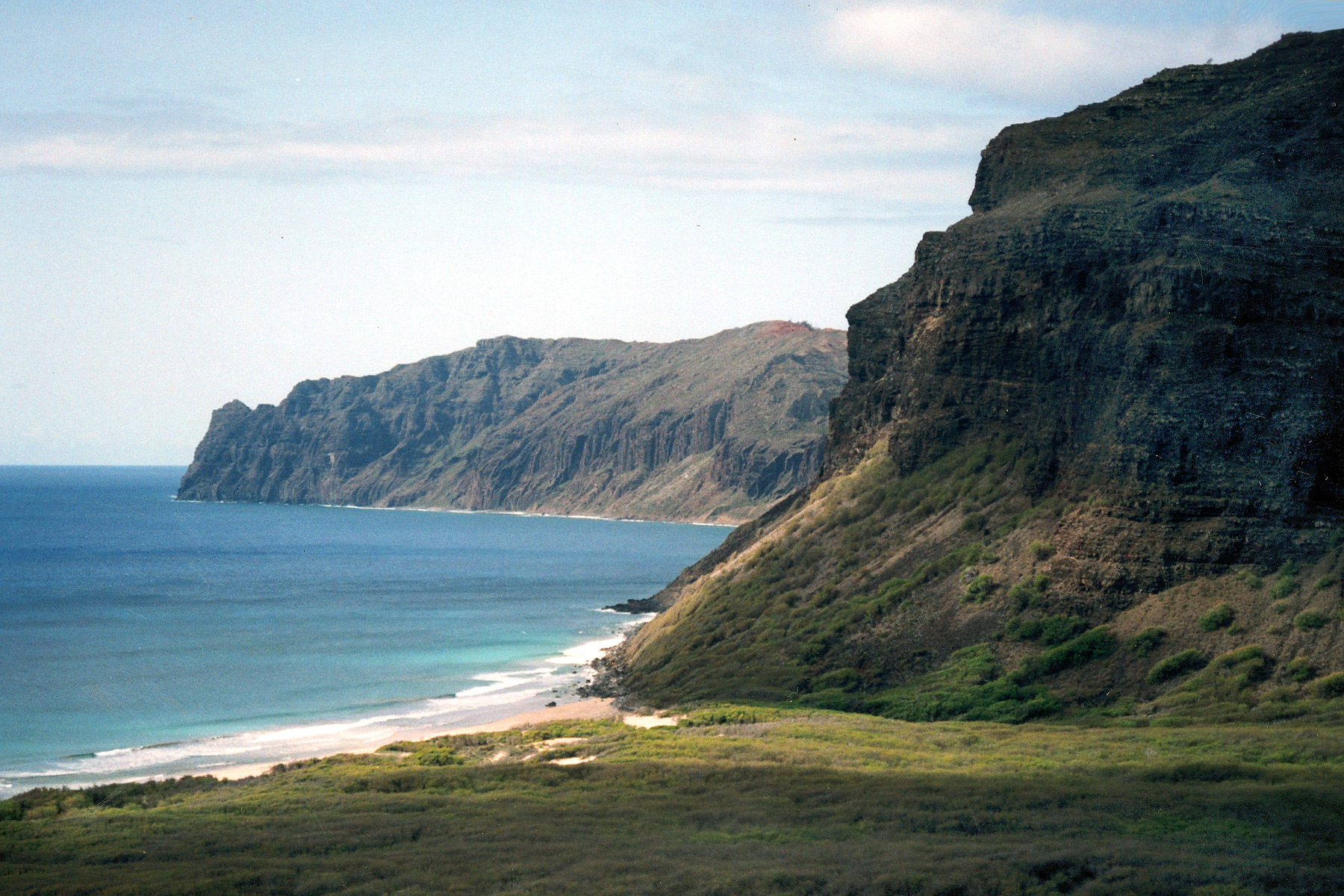
Partszakasz

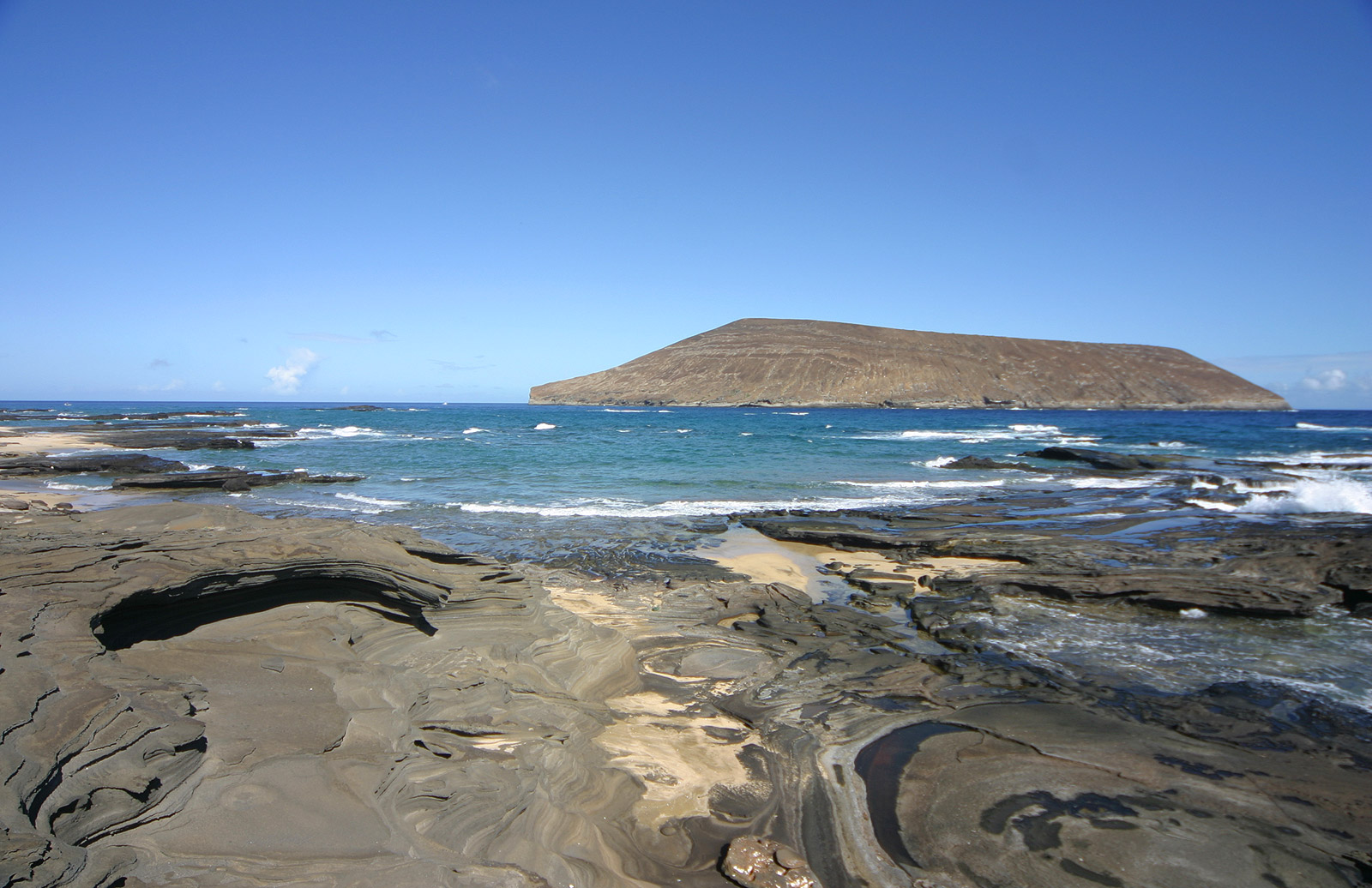
Lehua szigete Niihau partjáról nézve

Valaha körülbelül tízezer ember élt itt, akik jamszgyökér- és cukornádtermesztéssel foglalkoztak, és két vezérük gyakran háborúzott egymással. James Cook kapitány volt az első európai, aki röviddel azután, hogy felfedezte a Hawaii-szigeteket, Niihau földjére lépett. Megállapította, hogy a sziget ekkor már gyéren lakott és elég kopár. A szigetet 1864-ben a skót Elizabeth Sinclair megvásárolta 10 000 dollárért V. Kamehameha királytól. Jelenleg az ő leszármazottai, a Gay és Robinson család tulajdona. Ők alapították a Niihau Ranchot, aminek hatására több száz család hagyta ott a szigetet és költözött máshová. Jelenleg hozzátevőlegesen 130 ember lakik itt, zömük Pu’uwai faluban. Az itt maradt őslakók eredeti kultúrájukból csupán két dolgot őriztek meg: a szigeten mindenki a hawaii nyelvet tekinti elsődleges nyelvnek, valamint a tengeri csigákból és korallokból készített ékszerek sorozatgyártása ma is az egyik legfontosabb foglalatosságuk.
Az 1990-es években a tulajdonosok felajánlották az Amerikai Haditengerészetnek a szigetet, de ez egyelőre kudarcba fulladt, ugyanis a sziget hasznosítása előtt régészeti feltárást kell végezni.
A sziget korlátozottan látogatható.

## Külső hivatkozások
- A sziget honlapja